# Ходорівська сільська рада (Радомишльський район)
Ходорівська сільська рада — колишня адміністративно-територіальна одиниця та орган місцевого самоврядування у Радомишльському районі Малинської і Волинської округ, Київської та Житомирської областей Української РСР з адміністративним центром у селі Ходори.

## Населені пункти
Сільській раді на час ліквідації були підпорядковані населені пункти:
- с. Ходори.

## Історія та адміністративний устрій
Створена 1923 року у с. Ходори Вишевицької волості Радомисльського повіту Київської губернії. 7 березня 1923 року включена до складу новоствореного Радомишльського району Малинської округи. 10 вересня 1924 року сільську раду ліквідовано, с. Ходори підпорядковано Мірчанській сільській раді Радомишльського району. Відновлена 28 березня 1928 року в с. Ходори Мірчанської сільської ради Радомишльського району Волинської округи.
Станом на 1 вересня 1946 року сільська рада входила до складу Радомишльського району Житомирської області, на обліку в раді перебувало с. Ходори.
Ліквідована 11 серпня 1954 року, відповідно до указу Президії Верховної ради Української РСР «Про укрупнення сільських рад по Житомирській області», територію ради та с. Ходори приєднано до складу Мірчанської сільської ради Радомишльського району Житомирської області.